# 黃椒草
黃椒草（学名：Trifolium dudium）为豆科椒草屬下的一个种。